# Shandong Airlines
Shandong Airlines là hãng hàng không đóng ở Tế Nam, Sơn Đông, Trung Quốc. Trung tâm hoạt động chính tại Tế Nam, các trung tâm thứ cấp tại Thanh Đảo, Yên Đài.
Hãng hàng không này được lập ngày 12 tháng 3 năm 1994 và bắt đầu hoạt động từ tháng 9 năm 1994. Tháng 9 năm 1997, hãng này đồng sáng lập Liên minh hàng không Tân Tinh cùng với 5 hãng hàng không của tỉnh khác của Trung Quốc. Hãng này thuộc sở hữu của Air China và có 10% cổ phần trong Sichuan Airlines.

## Đội tàu bay

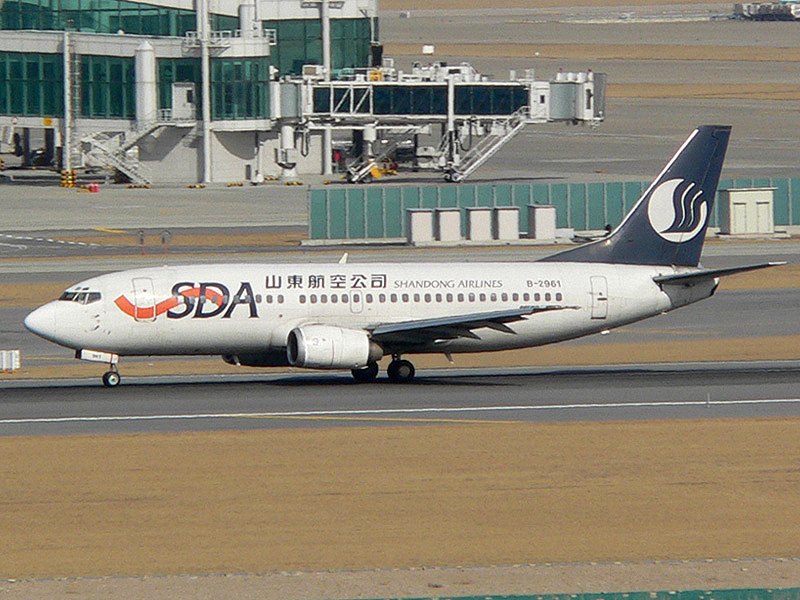
Máy bay Boeing 737 của Shandong Airlines tại Sân bay quốc tế Incheon

Đội tàu bay của Shandong Airlines gồm các máy bay sau (thời điểm ngày 3 tháng 5 năm 2009) :
Tại thời điểm ngày 26 tháng 5 năm 2009, tuổi trung bình của đội tàu bay Shandong Airlines là 6 năm.